# Rosoy (Yonne)
Pour les articles homonymes, voir Rosoy.
Rosoy est une commune française située dans le département de l'Yonne (89) en région Bourgogne-Franche-Comté. Ses habitants sont appelés les Rosaltiens.

## Géographie

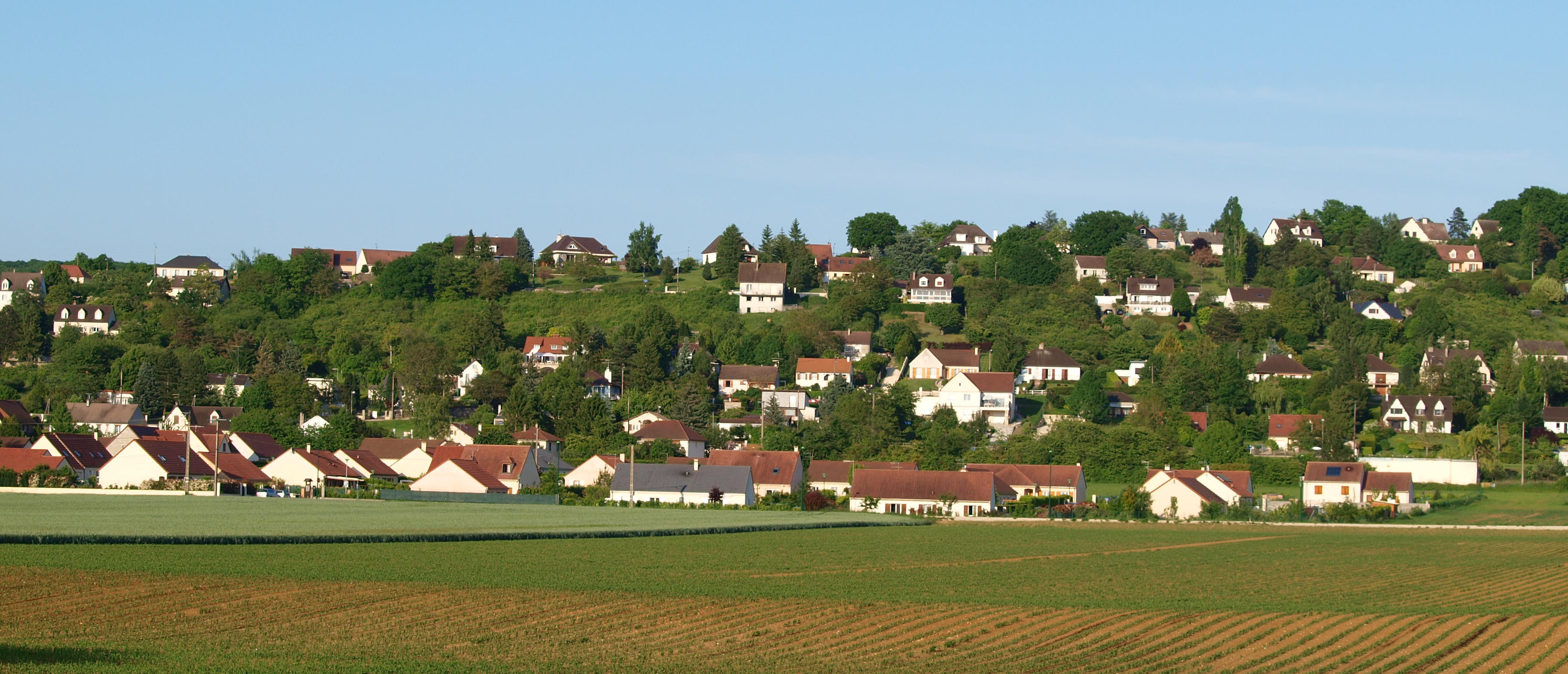
Panorama.

### Localisation
Rosoy est un village de l'Yonne, situé à 7 km au sud-est de Sens, traversé par la D606 (anciennement RN 6) et bordant l'Yonne.
Le territoire de la commune est limitrophe de ceux de six communes :
| Gron   | Sens  | Maillot        |
|        | Rosoy | Malay-le-Grand |
| Étigny | Véron |                |

## Urbanisme

### Typologie
Au 1er janvier 2024, Rosoy est catégorisée commune rurale à habitat dispersé, selon la nouvelle grille communale de densité à sept niveaux définie par l'Insee en 2022.
Elle est située hors unité urbaine. Par ailleurs la commune fait partie de l'aire d'attraction de Sens, dont elle est une commune de la couronne,. Cette aire, qui regroupe 65 communes, est catégorisée dans les aires de 50 000 à moins de 200 000 habitants,.

### Occupation des sols
L'occupation des sols de la commune, telle qu'elle ressort de la base de données européenne d’occupation biophysique des sols Corine Land Cover (CLC), est marquée par l'importance des territoires agricoles (48,4 % en 2018), en diminution par rapport à 1990 (63,9 %). La répartition détaillée en 2018 est la suivante : 
terres arables (37,4 %), eaux continentales (22,9 %), zones urbanisées (16,4 %), forêts (12,3 %), zones agricoles hétérogènes (11 %). L'évolution de l’occupation des sols de la commune et de ses infrastructures peut être observée sur les différentes représentations cartographiques du territoire : la carte de Cassini (XVIIIe siècle), la carte d'état-major (1820-1866) et les cartes ou photos aériennes de l'IGN pour la période actuelle (1950 à aujourd'hui).

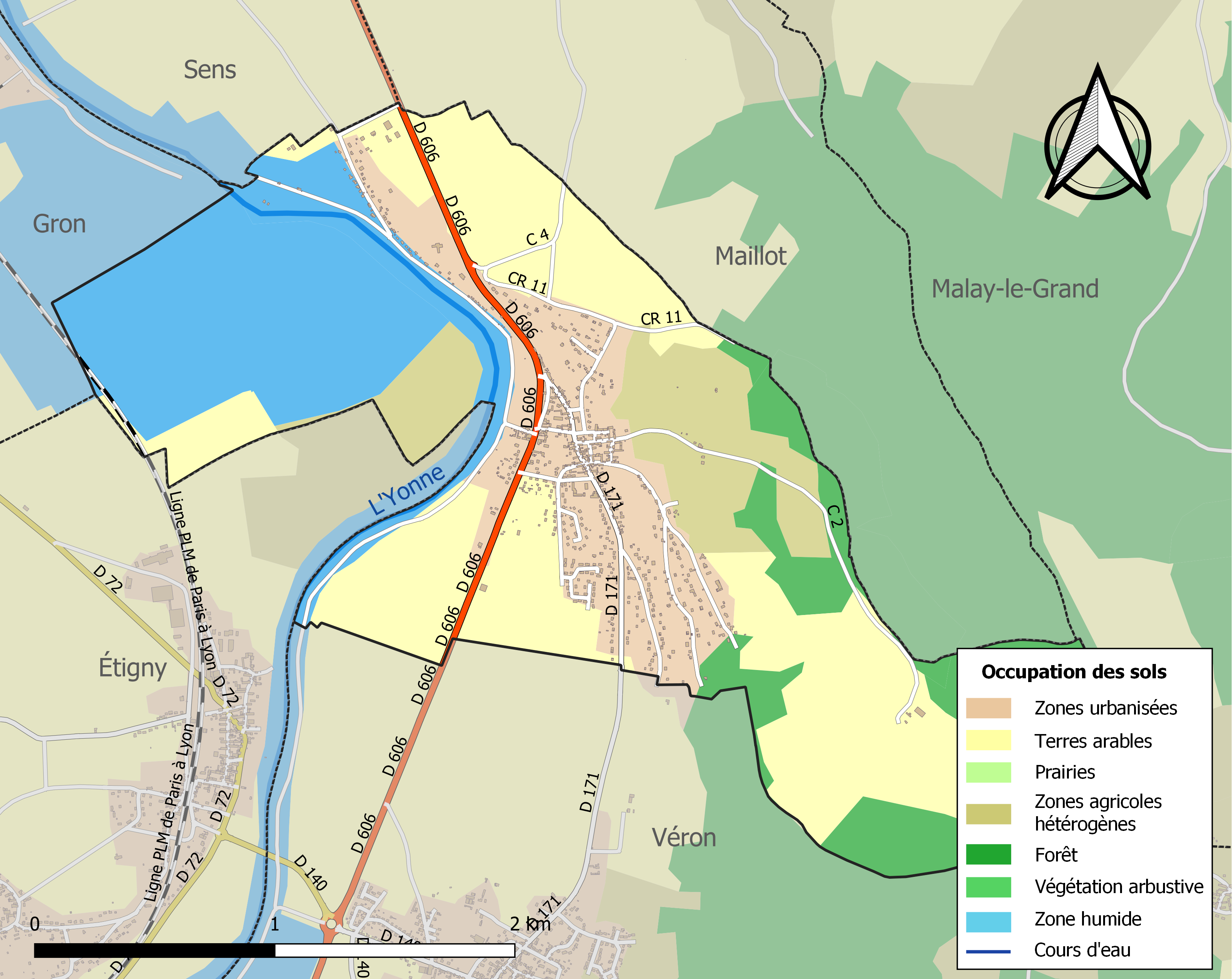
Carte des infrastructures et de l'occupation des sols de la commune en 2018 (CLC).

### Voies de communication et transports
Une ligne de transport en commun INTERCOM de Sens passe à Rosoy :
- Ligne 8 : Sens Garibaldi - Rosoy Mairie.

## Toponymie
Le nom de la localité est attesté sous les formes Rosoy en 1793 puis en 1801.

## Histoire
La commune fusionne avec celle de Sens le 1er janvier 1973 sous le régime de la fusion-association. Elle est rétablie à la date du 12 février 2008 (arrêté du 21 décembre 2007).

## Politique et administration

### Liste des maires
| Période                                  | Période  | Identité               | Étiquette | Qualité |
| ---------------------------------------- | -------- | ---------------------- | --------- | ------- |
| Les données manquantes sont à compléter. |          |                        |           |         |
|                                          | 1973     |                        |           |         |
| 2008                                     | En cours | Mme Dominique Chappuit | PRG       |         |

## Équipements et services publics

### Enseignement
La commune possède une école maternelle et une école primaire rattachées à l'Académie de Dijon.

## Population et société

### Démographie
L'évolution du nombre d'habitants est connue à travers les recensements de la population effectués dans la commune depuis 1793. Pour les communes de moins de 10 000 habitants, une enquête de recensement portant sur toute la population est réalisée tous les cinq ans, les populations de référence des années intermédiaires étant quant à elles estimées par interpolation ou extrapolation. Pour la commune, le premier recensement exhaustif entrant dans le cadre du nouveau dispositif a été réalisé en 2005.

En 2022, la commune comptait 1 077 habitants, en évolution de −3,49 % par rapport à 2016 (Yonne : −1,95 %, France hors Mayotte : +2,11 %).
| 1793 | 1800 | 1806 | 1821 | 1831 | 1836 | 1841 | 1846 | 1851 |
| ---- | ---- | ---- | ---- | ---- | ---- | ---- | ---- | ---- |
| 239  | 249  | 257  | 270  | 260  | 268  | 277  | 299  | 288  |

| 1856 | 1861 | 1866 | 1872 | 1876 | 1881 | 1886 | 1891 | 1896 |
| ---- | ---- | ---- | ---- | ---- | ---- | ---- | ---- | ---- |
| 274  | 270  | 266  | 262  | 240  | 240  | 251  | 234  | 235  |

| 1901 | 1906 | 1911 | 1921 | 1926 | 1931 | 1936 | 1946 | 1954 |
| ---- | ---- | ---- | ---- | ---- | ---- | ---- | ---- | ---- |
| 222  | 224  | 207  | 210  | 196  | 213  | 193  | 246  | 262  |

| 1962 | 1968 | 2010  | 2015  | 2020  | 2022  | - | - | - |
| ---- | ---- | ----- | ----- | ----- | ----- | - | - | - |
| 336  | 387  | 1 052 | 1 098 | 1 074 | 1 077 | - | - | - |

Remarque : entre 1973 et 2008, Rosoy est associée à la commune de Sens et la population recensée de Rosoy est ajoutée à celle de Sens.

## Économie
La commune possède quelques commerces tels que garage automobile, réparateur en électroménager, boulangerie et une épicerie.
Deux restaurants sont également implantés sur la commune.

## Culture locale et patrimoine

### Lieux et monuments
- Église Saint-Barthélémy de Rosoy[11]

## Pour approfondir